# إرنست تسيرميلو

## حياته
درس الرياضيات والفيزياء والفلسفة في جامعات برلين وهاله وفرايبورغ. أنهى أطروحته للدكتوراه عام 1894 في جامعة برلين.

## وصلات خارجية
- إرنست تسيرميلو على موقع الموسوعة البريطانية (الإنجليزية)
- إرنست تسيرميلو على موقع مونزينجر (الألمانية)